# Gravures de Goya d'après Velázquez

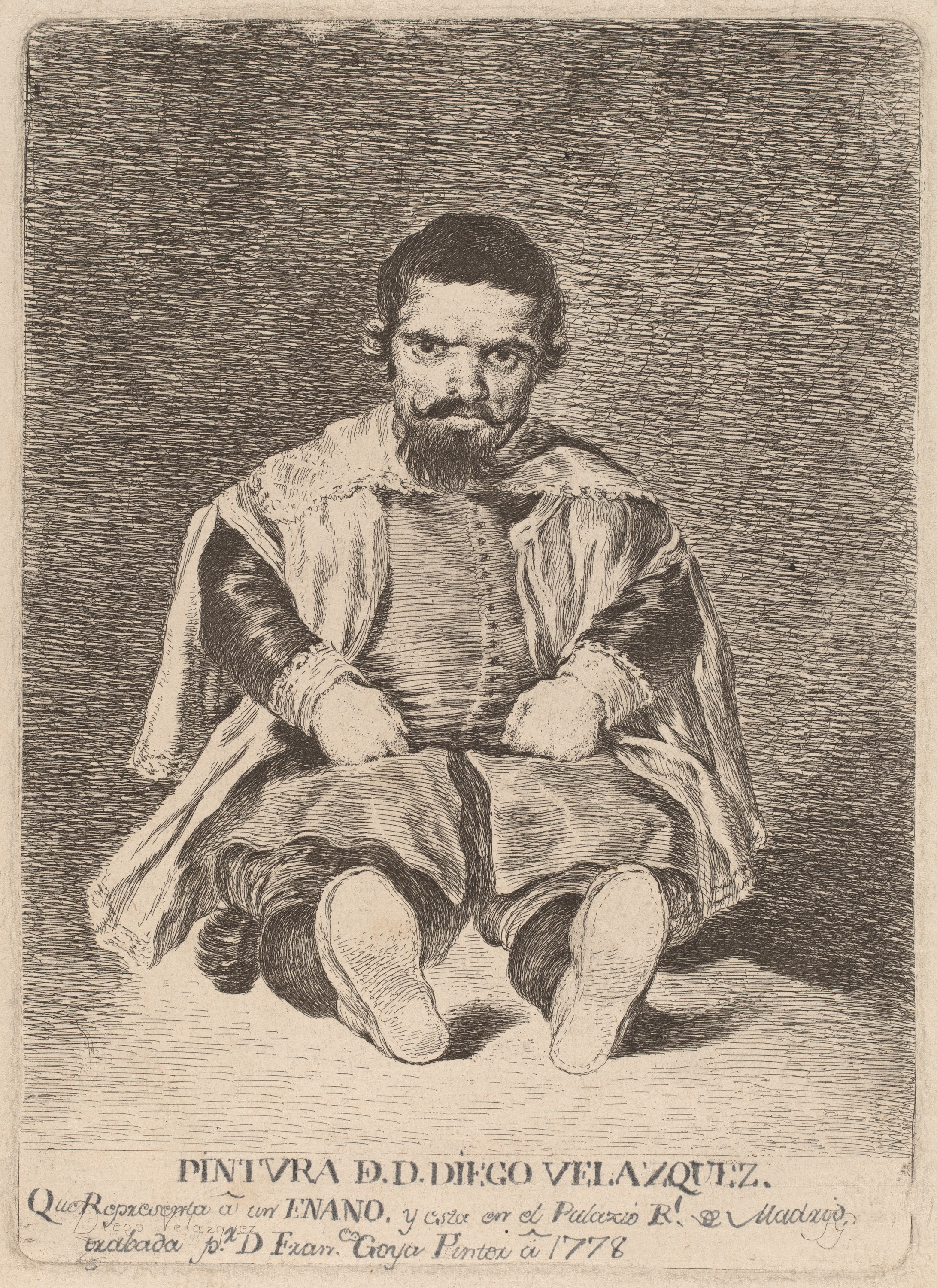
Portrait de Sebastián de Morra, 1778, d'après la toile anciennement homonyme de Diego Vélasquez.

Les gravures de Goya d'après Velázquez sont un ensemble de 13 eaux-fortes réalisées par Francisco de Goya entre 1778 et 1782, à partir de tableaux de Diego Velázquez.

## Contexte
Il s'agit de la première véritable série de gravures réalisée par Goya, après de premières gravures religieuses, dont Huida a Egipto, réalisée en 1771-1774.
L'époque de Goya coïncide avec la génération la plus importante de graveurs espagnols de taille-douce.
La gravure classique au burin, avec sa théorie de tracé caractéristique, se met au service de la reproduction de peinture, ce qui permet de diffuser les œuvres des maîtres de la peinture. Mais sa technique limitée ne permet pas la reproduction de tous les effets stylistiques, et est peu à peu remplacée par l'eau-forte. C'est dans ce processus de changement que l'œuvre de Goya sera déterminante.
Toujours très influencé par l'œuvre de Diego Velázquez, il profite de l'autorisation qui lui est faite de graver à l'eau-forte quelques-unes de ses peintures pour analyser en détail la technique du maître,Son fils Javier assure dans la biographie qu'il a rédigée de son père pour l'Académie royale des beaux-arts de San Fernando que son père était « observateur, et avec vénération, de Velázquez et Rembrandt ».
Les planches de cuivre ont été acquises par la Real Calcografía dès 1790.

## Analyse
Le 28 juillet 1778, Goya met en vente plusieurs gravures copiées des tableaux de Velázquez par le biais de la Gaceta de Madrid. Le thème choisi, des portraits équestres mettant en scène notamment Philippe III, Philippe IV et Isabelle de Bourbon semble volontairement choisi pour s'attirer la confiance de la Cour, montrant ses qualités de portraitiste, afin d'obtenir l'objet de son ambition, toute la première partie de sa carrière : le poste de Peintre de la Chambre du Roi, qu'il obtiendra en 1789.
Les 11 eaux-fortes de 1778 sont d'excellente facture, et les deux œuvres tardives de la série, Retrato del infante Fernando de Austria et El bufón Barbarroja, réalisées entre 1779 et 1782 mélangeant l'eau-forte et l'aquatinte, préfigurent déjà la complexité technique qu'emploiera Goya avec Los Caprichos.
Goya, qui affirme dans une lettre à un critique d'art qu'il a « trois maîtres : la nature, Velázquez et Rembrandt », est s'inspire de la grande entente du tableau, l'indépendance, la fière allure, les poses hardies, les tons fins et argentés des chairs de l'enveloppe des personnages et l'exécution cavalière et enlevée de Velázquez.
On sait par de rares épreuves que Goya a réalisé d'autres gravures, restées inédites, telles que la copie des Ménines.
À noter qu'en plus des copies en eau-forte ou aquatinte, Goya a également reproduit certains des portraits de Velázquez sur toile, comme Ésope, Ménippe ou celui du pape Innocent X.

## Liste des œuvres
| Titre                                            | Date      | Dimensions   | Musée                            |
| ------------------------------------------------ | --------- | ------------ | -------------------------------- |
| Philippe III à cheval                            | 1778      | 383 × 314 mm | Musée du Prado (Madrid, Espagne) |
| La Reine Isabelle de France à cheval             | 1778      | 378 × 317 mm | Musée du Prado                   |
| Gaspar de Guzmán, comte-duc d'Olivares, à cheval | 1778      | 378 × 318 mm | Musée du Prado                   |
| Le Bouffon don Diego de Acedo, le cousin         | 1778      | 220 × 159 mm | Musée du Prado                   |
| La Reine Marguerite d'Autriche à cheval          | 1778      | 377 × 317 mm | Musée du Prado                   |
| Philippe IV à cheval                             | 1778      | 378 × 318 mm | Musée du Prado                   |
| Ésope                                            | 1778      | 305 × 221 mm | Musée du Prado                   |
| Ménippe                                          | 1778      | 310 × 225 mm | Musée du Prado                   |
| Sebastián de Morra                               | 1778      | 210 × 152 mm | Musée du Prado                   |
| Le Triomphe de Bacchus                           | 1778      | 325 × 442 mm | Musée du Prado                   |
| Le Prince Balthazar Carlos à cheval              | 1778      | 353 × 227 mm | Musée du Prado                   |
| Le Cardinal-infant Fernando d'Autriche chasseur  | 1779-1782 | 286 × 170 mm | Musée du Prado                   |
| Le Bouffon Barbarroja                            | 1779-1782 | 288 × 170 mm | Musée du Prado                   |